# Chinesische Gleditschie
Die Chinesische Gleditschie (Gleditsia sinensis) ist ein kleiner, mit zahlreichen Dornen besetzter Baum mit gefiederten Blättern aus der Unterfamilie der Johannisbrotgewächse (Caesalpinioideae). Das natürliche Verbreitungsgebiet der Art liegt in China. In China, Indien und Korea wird sie kultiviert. Sie wird selten als Zierstrauch gepflanzt.

## Beschreibung

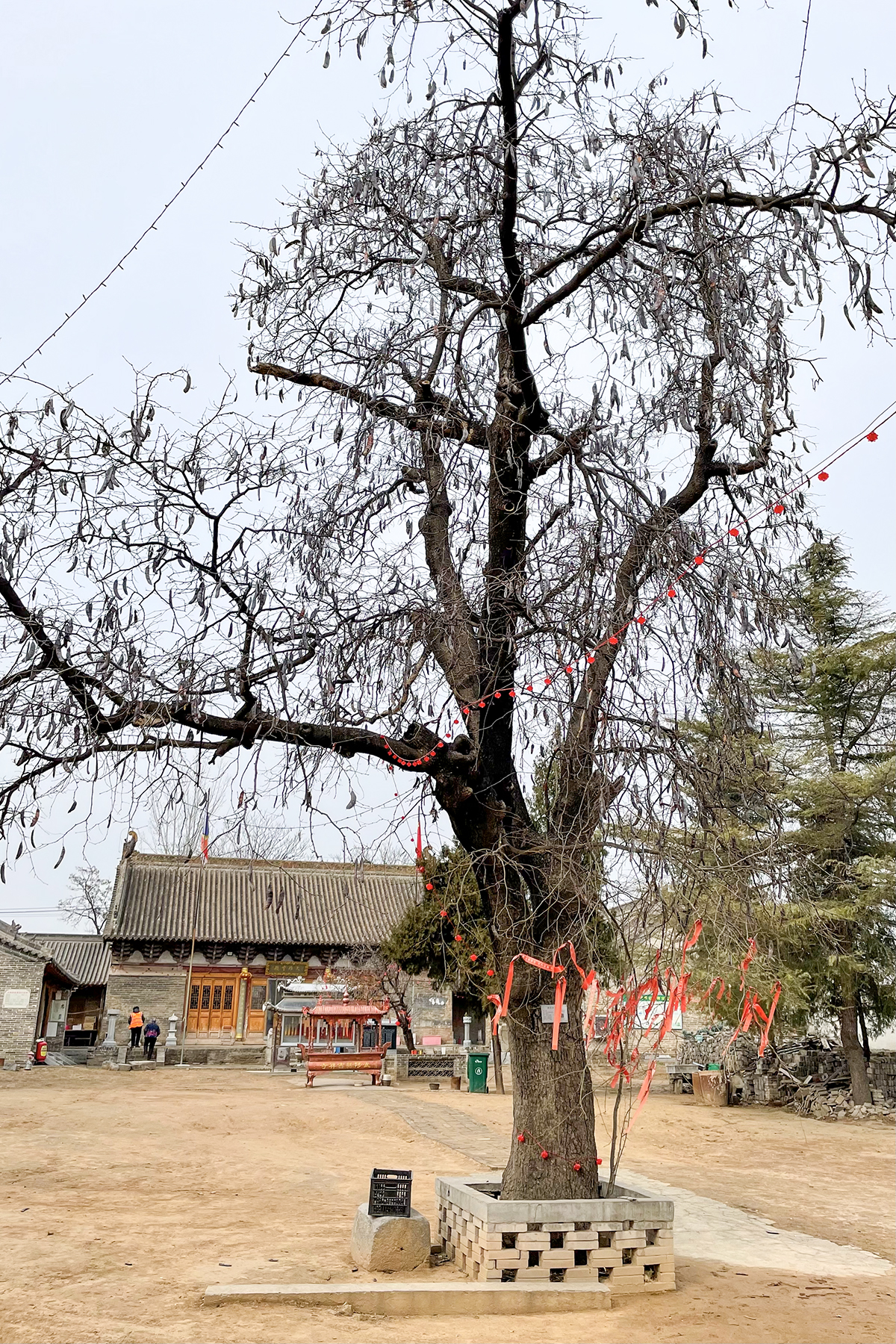
Habitus

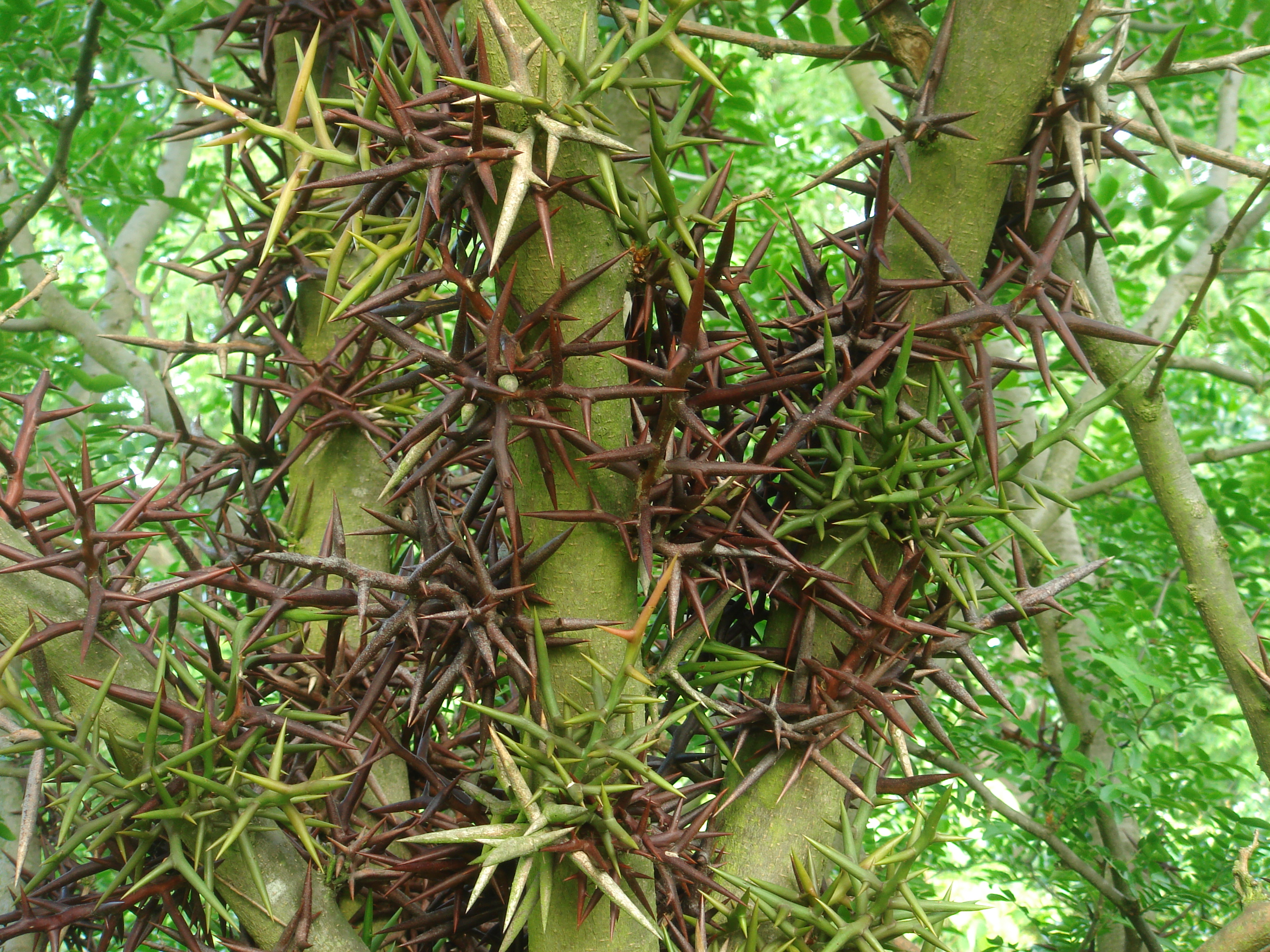
Dornen

Die laubabwerfende Chinesische Gleditschie ist ein bis über 25 Meter hoher Baum mit grauen bis tief braunen Ästen und kahlen Trieben. Die Dornen am Stamm und an den Ästen sind bis zu 16 Zentimeter lang, stark verzweigt, stielrund, dick und kegelförmig. Der Stammdurchmesser erreicht über 1 Meter. 
Die Laubblätter sind 10 bis 18, selten auch bis 26 Zentimeter lang und einfach gefiedert. Die Blattspindeln sind schwach flaumig behaart, die  Blättchenstiele sind 1 bis 2, selten bis 5 Millimeter lang und ebenfalls schwach flaumig behaart. Die selten vier, meist sechs bis 18 paarweise angeordneten Blättchen sind papierartig, 2 bis 8,5, selten bis 12,5 Zentimeter lang und 1 bis 4, selten 6 Zentimeter breit, länglich bis eiförmig-lanzettlich, mit keilförmiger bis abgerundeter, manchmal leicht schiefer Basis, mit gerundeter bis stumpfer oder rundspitziger und stachelpitziger Spitze und gesägtem Blattrand. Die Blättchenoberseite ist stumpf gelbgrün und schwach flaumhaarig, die Unterseite ist entlang des Mittelnervs behaart. Die netzartig angeordneten Blattadern treten an beiden Seiten der Blättchen hervor.
Die Blütenstände sind 5 bis 14 Zentimeter lange, schwach flaumig behaarte Trauben in den Blattachseln oder an den Enden der Zweige. Die grün-gelblich bis -weißen Blüten sind polygam verteilt, also andromonözisch. Die männlichen Blüten wachsen auf 2 bis 8, selten auch bis 10 Millimeter langen Blütenstielen und haben Durchmesser von 9 bis 10 Millimeter. Der Blütenboden ist 2,5 bis 3 Millimeter breit, tief braun und außen behaart. Die vier Kelchblätter sind dreieckig-lanzettlich, etwa 3 Millimeter lang und auf beiden Seiten behaart. Die vier Kronblätter sind länglich, 4 bis 5 Millimeter lang und schwach flaumig behaart. Es werden selten ab sechs bis meist acht Staubblätter gebildet. Der rudimentär ausgebildete Stempel ist etwa 2,5 Millimeter lang. Die zwittrigen Blüten wachsen auf 2 bis 5 Millimeter langen Stielen und haben Durchmesser von 10 bis 12 Millimeter. Die Kelch- und Kronblätter ähneln denen der männlichen Blüten, sind jedoch länger. Es werden acht Staubblätter gebildet. Der Fruchtknoten ist an der Basis und an den Nähten haarig und hat zahlreiche Samenanlagen. Die Narbe ist zweilappig. 
Als Früchte werden 12 bis 37 Zentimeter lange und 2 bis 4 Zentimeter breite, braune oder rotbraune, bandförmige, krumme, teilweise verdrehte Hülsen mit verdickten Enden gebildet. Die Wände der Hülsen sind holzig und gewölbt. Manche Früchte sind kürzer und kleiner, 5 bis 13 Zentimeter lang und 1 bis 1,5 Zentimeter breit, mehr oder weniger stielrund und samenlos. Der Stängel ist 1 bis 3,5 Zentimeter lang, die Klappen sind ledrig und häufig mehlig bestäubt. Die zahlreichen, etwas abgeflachten, kahlen Samen sind braun, glänzend, länglich oder elliptisch, 11 bis 13 Millimeter lang und 8 bis 9 Millimeter breit. Die Chinesische Gleditschie blüht von März bis Mai, die Früchte reifen von Mai bis Dezember.
Die Chromosomenzahl beträgt 2n = 28.

## Vorkommen und Standortansprüche
Das natürliche Verbreitungsgebiet liegt in China in den Provinzen Anhui, Fujian, Gansu, Guangdong, Guangxi, Guizhou, Hebei, Henan, Hubei, Jiangxi, Jilin, Shaanxi, Sichuan, Yunnan und Zhejiang. In China, Indien und Korea wird die Art kultiviert. Die Chinesische Gleditschie wächst auf Berghängen, in Tälern und Wäldern in Höhen von 200 bis 2500 Metern auf trockenen bis frischen, schwach sauren bis stark alkalischen, sandigen, sandig-kiesigen oder sandig-lehmigen, nährstoffreichen Böden an sonnig-heißen Standorten. Die Art ist nässe- und frostempfindlich. Das Verbreitungsgebiet wird der Winterhärtezone 6b zugeordnet mit mittleren jährlichen Temperaturminima zwischen −20,5 und −17,8 °C.

## Systematik
Die Chinesische Gleditschie (Gleditsia sinensis) ist eine Art aus der Gattung der Gleditschien (Gleditsia). Sie wird in der Familie der Hülsenfrüchtler (Fabaceae) der Unterfamilie der Johannisbrotgewächse (Caesalpinioideae) und der Tribus Caesalpinieae zugeordnet. Die Art wurde 1788 von Jean-Baptiste de Lamarck erstmals gültig wissenschaftlich in Encyclopédie Méthodique. Botanique ... Band 2 Teil 2, Seite 465 beschrieben. Der Gattungsname Gleditsia wurde von Carl von Linné gewählt und erinnert an den deutschen Botaniker Johann Gottlieb Gleditsch (latinisiert Gleditsius) (1714 bis 1786), Professor und Direktor des Botanischen Gartens Berlin. Das Artepitheton sinensis verweist auf das Verbreitungsgebiet in China. Synonyme für die Art sind Gleditsia horrida Willdenow,  Gleditsia macracantha Desfontaines und Gleditsia officinalis Hemsley.

## Verwendung
Die Chinesische Gleditschie wird manchmal wegen ihrer bemerkenswerten Früchte als Zierstrauch verwendet. Sie dient mitunter auch als Bienenweide. Die Samen wurden früher auch zur Produktion von Seifen verwendet. Die gerösteten Samen soll essbar sein.
Das gröbere Holz ist recht hart und beständig.